# ويليام هايندان
ويليام هايندان هو محامي وسياسي أمريكي، ولد في 1 أبريل 1743 في مقاطعة دورشيستر في الولايات المتحدة، وتوفي في 19 يناير 1822 في بالتيمور في الولايات المتحدة. نشط حزبياً في الحزب الفيدرالي الأمريكي.

## مناصب
- انتخب عضو مجلس الشيوخ الأمريكي [الإنجليزية]‏ عن دائرة Maryland Class 3 senate seat ‏ وقد انضم خلال فترته النيابية [الإنجليزية]‏ (4 مارس 1801 – 19 نوفمبر 1801) للكتلة البرلمانية الحزب الفيدرالي الأمريكي.
- انتخب عضو مجلس الشيوخ الأمريكي [الإنجليزية]‏ عن دائرة Maryland Class 3 senate seat ‏ وقد انضم خلال فترته النيابية [الإنجليزية]‏ (12 ديسمبر 1800 – 4 مارس 1801) للكتلة البرلمانية الحزب الفيدرالي الأمريكي.
- انتخب عضو مجلس النواب لولاية ماريلند  [لغات أخرى]‏.
- انتخب عضو مجلس النواب الأمريكي.
- انتخب عضو مجلس الشيوخ الأمريكي [الإنجليزية]‏.